# Ljubov Gurina
Ljubov Michailovna Gurina (ryska: Любовь Михайловна Гурина), född den 6 augusti 1957 i Kirov oblast, Sovjetunionen, är en rysk före detta friidrottare som tävlade på 800 och 1500 meter för Sovjetunionen och senare Ryssland.
Gurinas genombrott kom när hon blev silvermedaljör vid VM i Helsingfors 1983 på tiden 1.56,11 slagen bara av Jarmila Kratochvílová. Vid EM 1986 i Stuttgart blev det en bronsmedalj, vilket även var resultatet vid VM 1987 i Rom. Vid tävlingen i Rom noterade hon sitt personliga rekord 1.55,56. 
Hon deltog vid Olympiska sommarspelen 1992 där hon tog sig vidare till finalen men slutade först åtta. Vid VM 1993 i Stuttgart blev hon åter silvermedaljör efter Maria de Lurdes Mutola, denna gång på tiden 1.57,10. 
Vid EM 1994 blev hon den äldsta europamästaren någonsin när hon vann guld på 800 meter. Hennes sista stora mästerskap var VM 1995 i Göteborg där hon slutade sjua. 